# Trifolium leucanthum
Trifolium leucanthum es una especie herbácea perteneciente a la familia de las fabáceas originaria de la cuenca mediterránea.  

## Descripción
Trifolium leucanthum es una hierba de crecimiento anual,  pelosa. Los tallos alcanzan un tamaño de 7-45 cm de altura, erectos. Las hojas son alternas, las dos superiores opuestas o subopuestas, estipuladas, pecioladas. Inflorescencias   espiciformes, ovoideas, en apariencia terminales, con numerosas flores sentadas. Corola con los pétalos soldados por su base y al tubo del androceo, amarillos, glabros, caedizos en la fructificación; estandarte 7-9 mm. Fruto  indehiscente, con pericarpo membranáceo, con una semilla  lisa y amarillenta. Tiene un número de cromosomas de 2n = 14, 16.

## Distribución y hábitat
Se encuentra en los pastos de plantas anuales, pobres, en substrato con cierta capacidad para retener agua; a una altitud de 400-1200 m, en el C y S de Europa, SW de Asia y NW de África. Muy localizada en el NE de Portugal, meseta N, Sistema Central, Sistema Ibérico y Andalucía (Serranía de Ronda). 

## Taxonomía
Trifolium leucanthum fue descrita por Friedrich August Marschall von Bieberstein y publicado en Flora Taurico-Caucasica 2: 214. 1808.
Etimología
Trifolium: nombre genérico derivado del latín que significa "con tres hojas".
leucanthum: epíteto latino que significa "de color blanco".
Sinonimia
- Trifolium sachokianum Grossh.	[5][6]